# Sindaci di Sesto Fiorentino
Di seguito l'elenco cronologico dei sindaci di Sesto Fiorentino e delle altre figure apicali equivalenti che si sono succedute nel corso della storia.

## Granducato di Toscana (1781-1860)
| Periodo  | Periodo | Primo cittadino | Partito | Carica       | Note |
| -------- | ------- | --------------- | ------- | ------------ | ---- |
| 1836 (?) |         | Giorgio Giorgi  |         | Gonfaloniere |      |

## Regno d'Italia (1861-1946)
| Sindaci nominati dal governo (1860-1889)                   | Sindaci nominati dal governo (1860-1889) | Sindaci nominati dal governo (1860-1889) | Sindaci nominati dal governo (1860-1889) | Sindaci nominati dal governo (1860-1889) | Sindaci nominati dal governo (1860-1889) |
| Nominativo                                                 | Partito                                  | Partito                                  | Mandato                                  | Mandato                                  | Elezioni                                 |
| Nominativo                                                 | Partito                                  | Partito                                  | Inizio                                   | Fine                                     | Elezioni                                 |
| ---------------------------------------------------------- | ---------------------------------------- | ---------------------------------------- | ---------------------------------------- | ---------------------------------------- | ---------------------------------------- |
| Francesco Daddi                                            | ?                                        | ?                                        | 1866                                     | 1873                                     |                                          |
| Pietro Maria Naldi (Gonfaloniere)                          | ?                                        | ?                                        | 1873 (?)                                 | 1876 (?)                                 |                                          |
| Vincenzo Carlesi                                           | ?                                        | ?                                        | 1874                                     | 1877                                     |                                          |
| Luigi Catanzaro                                            | ?                                        | ?                                        | 1878                                     | 1881                                     |                                          |
| Giuseppe Brunelli                                          | ?                                        | ?                                        | 1883                                     | 1887                                     |                                          |
| Adolfo Daddi                                               | ?                                        | ?                                        | 1887                                     | 1889                                     |                                          |
| Sindaci eletti dal Consiglio comunale (1889-1926)          |                                          |                                          |                                          |                                          |                                          |
| Nominativo                                                 | Partito                                  | Partito                                  | Mandato                                  | Mandato                                  | Elezioni                                 |
| Nominativo                                                 | Partito                                  | Partito                                  | Inizio                                   | Fine                                     | Elezioni                                 |
| Giuseppe Brunelli                                          | ?                                        | ?                                        | 1889                                     | 1891                                     |                                          |
| Arnaldo Corsi                                              | ?                                        | ?                                        | 1891                                     | 1899                                     |                                          |
| Pilade Biondi                                              |                                          | Partito Socialista Italiano              | 1899                                     | 1905                                     |                                          |
| Fortunato Bietoletti                                       |                                          | Partito Socialista Italiano              | 1906                                     | 1920                                     |                                          |
| Annibale Frilli                                            |                                          | Partito Socialista Italiano              | 1920                                     | 1922                                     |                                          |
| Giovanni Guarnieri                                         | ?                                        | ?                                        | 1923                                     | 1925                                     |                                          |
| Podestà nominati dal governo (1927-1945)                   |                                          |                                          |                                          |                                          |                                          |
| Nominativo                                                 | Partito                                  | Partito                                  | Mandato                                  | Mandato                                  | Elezioni                                 |
| Nominativo                                                 | Partito                                  | Partito                                  | Inizio                                   | Fine                                     | Elezioni                                 |
| Guidotti Guido commissario prefettizio                     |                                          | Partito Nazionale Fascista               | 1927                                     | 1927                                     | -                                        |
| Masaniello Antenore Roversi                                |                                          | Partito Nazionale Fascista               | 1927                                     | 1931                                     | -                                        |
| Luigi Permoli                                              |                                          | Partito Nazionale Fascista               | 1931                                     | 1934                                     | -                                        |
| Leonardo Ginori Lisci                                      |                                          | Partito Nazionale Fascista               | 1935                                     | 1939                                     | -                                        |
| Francesco Merlini                                          |                                          | Partito Nazionale Fascista               | 1939                                     | 1944                                     | -                                        |
| Sindaci del periodo costituzionale transitorio (1945-1946) |                                          |                                          |                                          |                                          |                                          |
| Nominativo                                                 | Partito                                  | Partito                                  | Mandato                                  | Mandato                                  | Elezioni                                 |
| Nominativo                                                 | Partito                                  | Partito                                  | Inizio                                   | Fine                                     | Elezioni                                 |
| Torquato Pillori                                           |                                          | Partito Comunista Italiano               | 1944                                     | 1946                                     | -                                        |

## Repubblica italiana (dal 1946)
| Sindaci eletti dal Consiglio comunale (1946-1995)    | Sindaci eletti dal Consiglio comunale (1946-1995) | Sindaci eletti dal Consiglio comunale (1946-1995) | Sindaci eletti dal Consiglio comunale (1946-1995) | Sindaci eletti dal Consiglio comunale (1946-1995) | Sindaci eletti dal Consiglio comunale (1946-1995) | Sindaci eletti dal Consiglio comunale (1946-1995) | Sindaci eletti dal Consiglio comunale (1946-1995) |
| Nominativo                                           | Partito                                           | Partito                                           | Giunta                                            | Giunta                                            | Mandato                                           | Mandato                                           | Elezioni                                          |
| Nominativo                                           | Partito                                           | Partito                                           | Giunta                                            | Giunta                                            | Inizio                                            | Fine                                              | Elezioni                                          |
| ---------------------------------------------------- | ------------------------------------------------- | ------------------------------------------------- | ------------------------------------------------- | ------------------------------------------------- | ------------------------------------------------- | ------------------------------------------------- | ------------------------------------------------- |
| Torquato Pillori                                     |                                                   | Partito Comunista Italiano                        |                                                   | PCI                                               | 1946                                              | 1952                                              |                                                   |
| Edgardo Gemmi                                        |                                                   | Partito Comunista Italiano                        |                                                   | PCI                                               | 1952                                              | 1959                                              |                                                   |
| Ciro Del Grazia                                      |                                                   | Partito Comunista Italiano                        |                                                   | PCI                                               | 1959                                              | 1964                                              |                                                   |
| Ciro Del Grazia                                      |                                                   | Partito Comunista Italiano                        | PCI                                               | 1964                                              | 1969                                              |                                                   |                                                   |
| Oublesse Conti                                       |                                                   | Partito Comunista Italiano                        |                                                   | PCI                                               | 1969                                              | 1975                                              |                                                   |
| Elio Marini                                          |                                                   | Partito Comunista Italiano                        |                                                   | PCI                                               | 1975                                              | 1980                                              |                                                   |
| Elio Marini                                          |                                                   | Partito Comunista Italiano                        | PCI                                               | 1980                                              | 1985                                              |                                                   |                                                   |
| Carlo Melani                                         |                                                   | Partito Comunista Italiano                        |                                                   | PCI                                               | 1985                                              | 1990                                              |                                                   |
| Carlo Melani                                         |                                                   | Partito Democratico della Sinistra                |                                                   | PDS                                               | 1990                                              | 1995                                              |                                                   |
| Sindaci eletti direttamente dai cittadini (dal 1995) |                                                   |                                                   |                                                   |                                                   |                                                   |                                                   |                                                   |
| Nominativo                                           | Partito                                           | Partito                                           | Coalizione                                        | Coalizione                                        | Mandato                                           | Mandato                                           | Elezioni                                          |
| Nominativo                                           | Partito                                           | Partito                                           | Coalizione                                        | Coalizione                                        | Inizio                                            | Fine                                              | Elezioni                                          |
| Andrea Barducci                                      |                                                   | Partito Democratico della Sinistra                |                                                   | PDS                                               | 23 aprile 1995                                    | 14 giugno 1999                                    | 1995                                              |
| Andrea Barducci                                      |                                                   | Democratici di Sinistra                           |                                                   | DS-PPI-PdCI                                       | 14 giugno 1999                                    | 12 giugno 2004                                    | 1999                                              |
| Gianni Gianassi                                      |                                                   | Democratici di Sinistra                           |                                                   | DS-DL-PRC-PdCI-FdV                                | 12 giugno 2004                                    | 8 giugno 2009                                     | 2004                                              |
| Gianni Gianassi                                      |                                                   | Partito Democratico                               |                                                   | PD-SEL-IdV-PdCI                                   | 8 giugno 2009                                     | 26 maggio 2014                                    | 2009                                              |
| Sara Biagiotti                                       |                                                   | Partito Democratico                               |                                                   | PD-Lista civica                                   | 26 maggio 2014                                    | 2015                                              | 2014                                              |
| Antonio Lucio Garufi                                 | Commissario prefettizio                           | Commissario prefettizio                           | Commissario prefettizio                           | Commissario prefettizio                           | 23 luglio 2015                                    | 19 giugno 2016                                    | -                                                 |
| Lorenzo Falchi                                       |                                                   | Sinistra Ecologia Libertà                         |                                                   | SEL-Lista civica                                  | 19 giugno 2016                                    | 4 ottobre 2021                                    | 2016                                              |
| Lorenzo Falchi                                       |                                                   | Sinistra Italiana                                 |                                                   | PD-SI-Liste civiche                               | 4 ottobre 2021                                    | in carica                                         | 2021                                              |